# Pete Peeters
Peter H. "Pete" Peeters, född 1 augusti 1957 i Edmonton, Alberta, Kanada, är en kanadensisk före detta professionell ishockeymålvakt som spelade i NHL-lagen Philadelphia Flyers, Boston Bruins och Washington Capitals på 1980-talet.
Peeters vann Vezina Trophy 1982–83, hans första säsong i Boston Bruins.
1984 vann han Canada Cup med Kanada.